# Lepismium houlletianum
Lepismium houlletianum là một loài thực vật có hoa trong họ Cactaceae. Loài này được (Lem.) Barthlott mô tả khoa học đầu tiên năm 1987.

## Hình ảnh

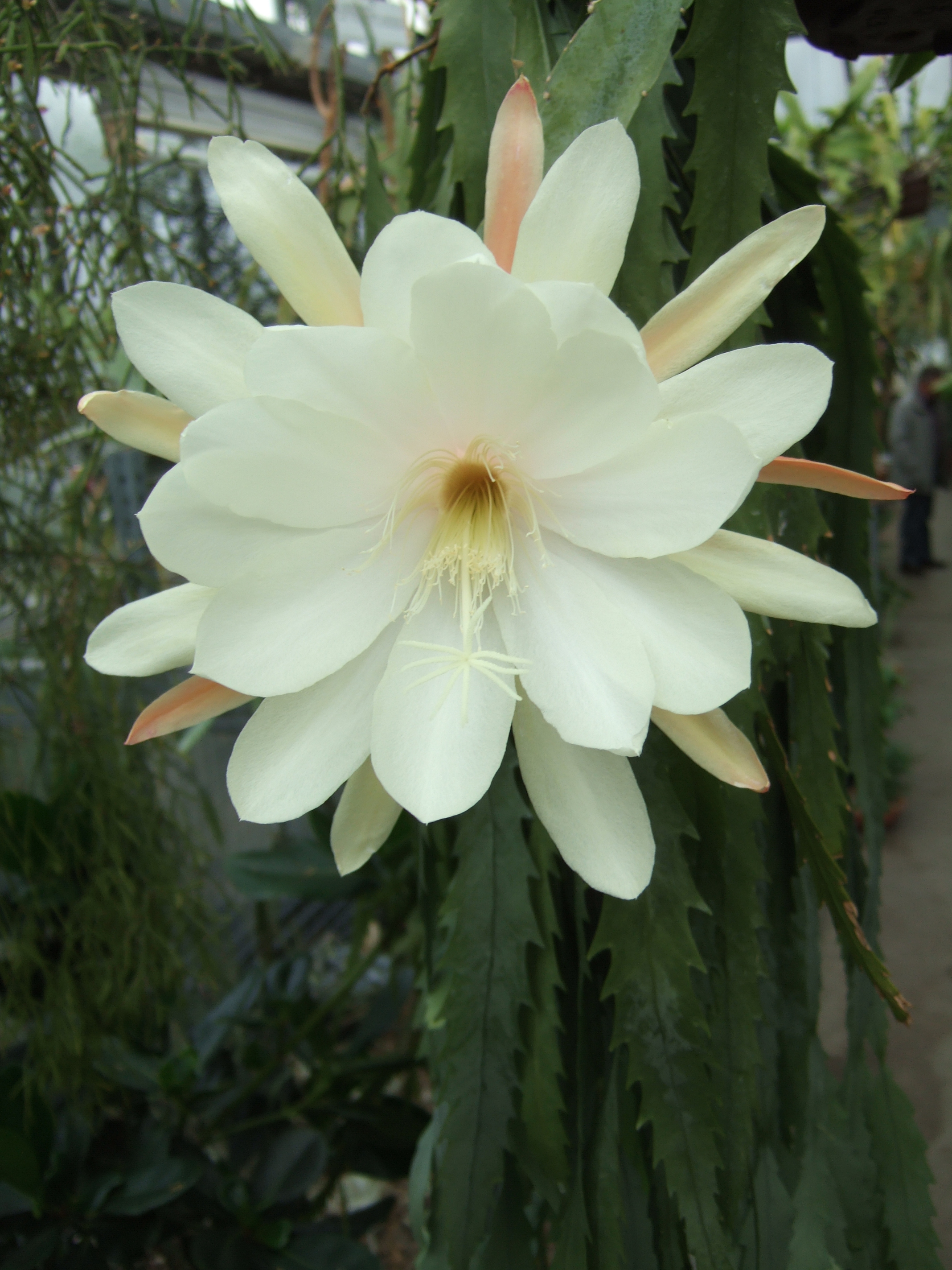
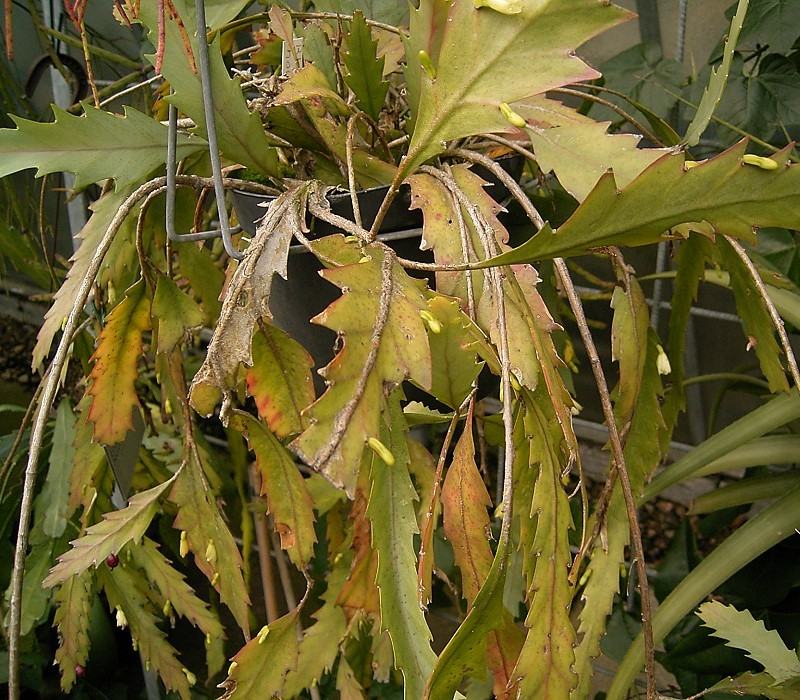
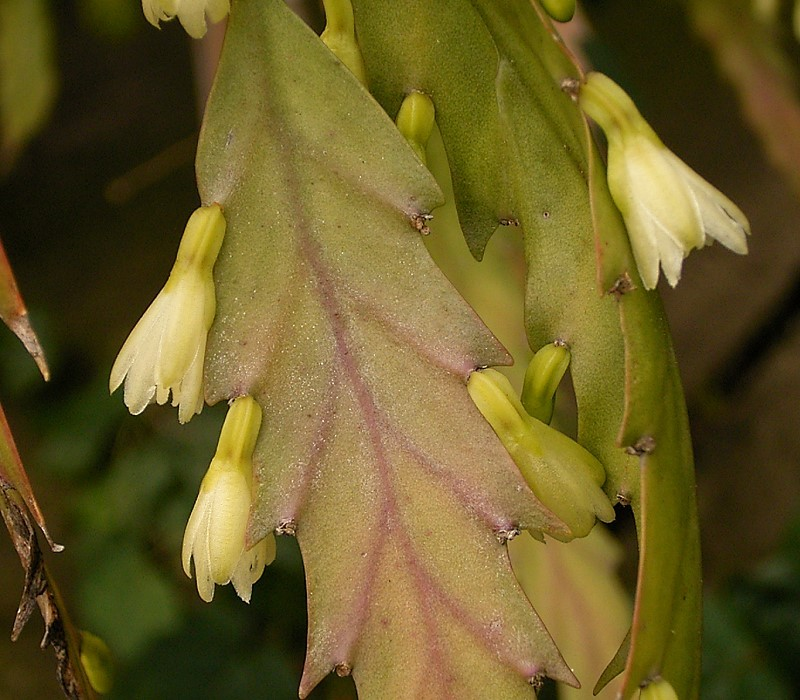
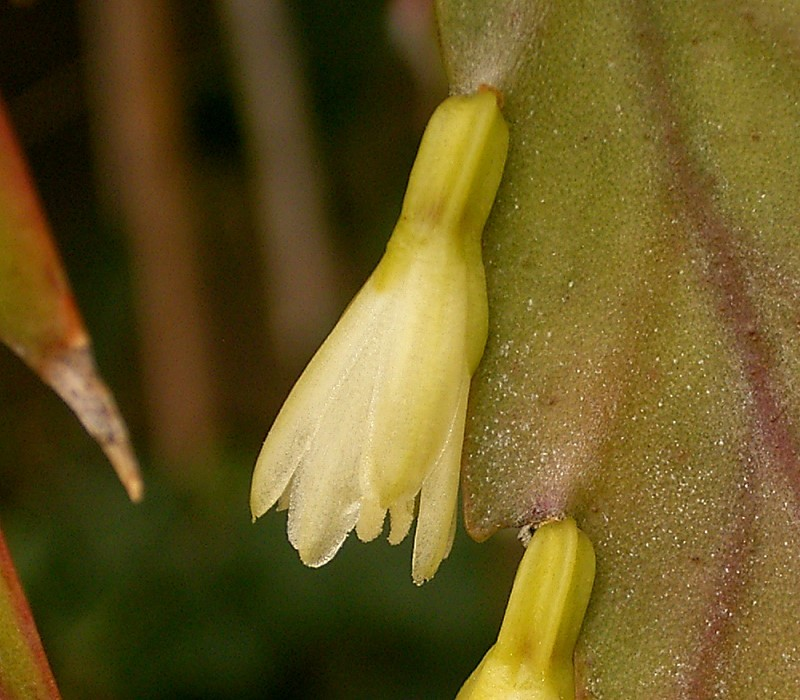